# Cesare Salvi
Cesare Salvi (Lecce, 9 giugno 1948) è un avvocato, giurista e politico italiano, Ministro del lavoro e della previdenza sociale dal 21 giugno 1999 all'11 giugno 2001 nel Governo D'Alema I, II e Amato II e Portavoce nazionale della Federazione della Sinistra nel 2010.

## Biografia
Sposato con due figlie, ha compiuto gli studi superiori a Lecce. Dopo la laurea in giurisprudenza ottenuta a Roma (città in cui attualmente risiede), ha conseguito per concorso la qualifica di referendario parlamentare al Senato. Dal 1979 al 2011 è stato professore ordinario di diritto civile all'Università di Perugia, per poi passare alla cattedra di diritto privato nella stessa università. Ha insegnato Diritto civile e Diritto civile della globalizzazione all'università di Roma Tre e Teoria generale del diritto alla Link university. Eletto in Parlamento per il PDS nell'XI e XII legislatura, per i Ds nella XIII e XIV, nella XV legislatura è stato capogruppo di Sinistra Democratica.

### Attività di giurista
Nel 1979 vince il concorso come professore ordinario di Diritto civile all'Università di Perugia, dove fino al 2016 ha insegnato diritto civile e diritto privato. È stato visiting professor alla Yale Law. Ha insegnato Diritto civile e Diritto Civile della globalizzazione all'università di Roma Tre e Teoria generale del diritto alla Link university. È membro del comitato scientifico della Foundation for european progressive studies, dell'Eurispes, della Fondazione Nenni e di Astrid.
Tra i suoi studi giuridici le monografie: “Le immissioni industriali” (Giuffrè, 1978), sulla tutela dell'ambiente; “Il danno extracontrattuale” (Jovene, 1984), “La responsabilità civile” (Giuffré, III ed. 2019), "Capitalismo e diritto civile" (2015), "Teologie della proprietà privata (2017); "L'invenzione della proprietà" (Marsilio, 2021); "Cinquant'anni di scritti giuridici" a cura di Giuseppe Grisi (Roma Tre-Press, 2024).
Ha curato il volume di “Categorie giuridiche e rapporti sociali” (Feltrinelli, 1976).
Ha scritto il volume di commento sulla proprietà privata nel “Commentario del Codice Civile” (Giuffrè, II ed. 2019).

### Attività politica
Salvi ha aderito nel 1970 al Partito Comunista Italiano, di cui è stato membro della segreteria nazionale dal 1990 al 1991, e poi al PDS e ai DS, all'interno dei quali ha fondato l'associazione "Socialismo 2000", poi divenuta una corrente della sinistra dei DS ("Sinistra DS per il socialismo").

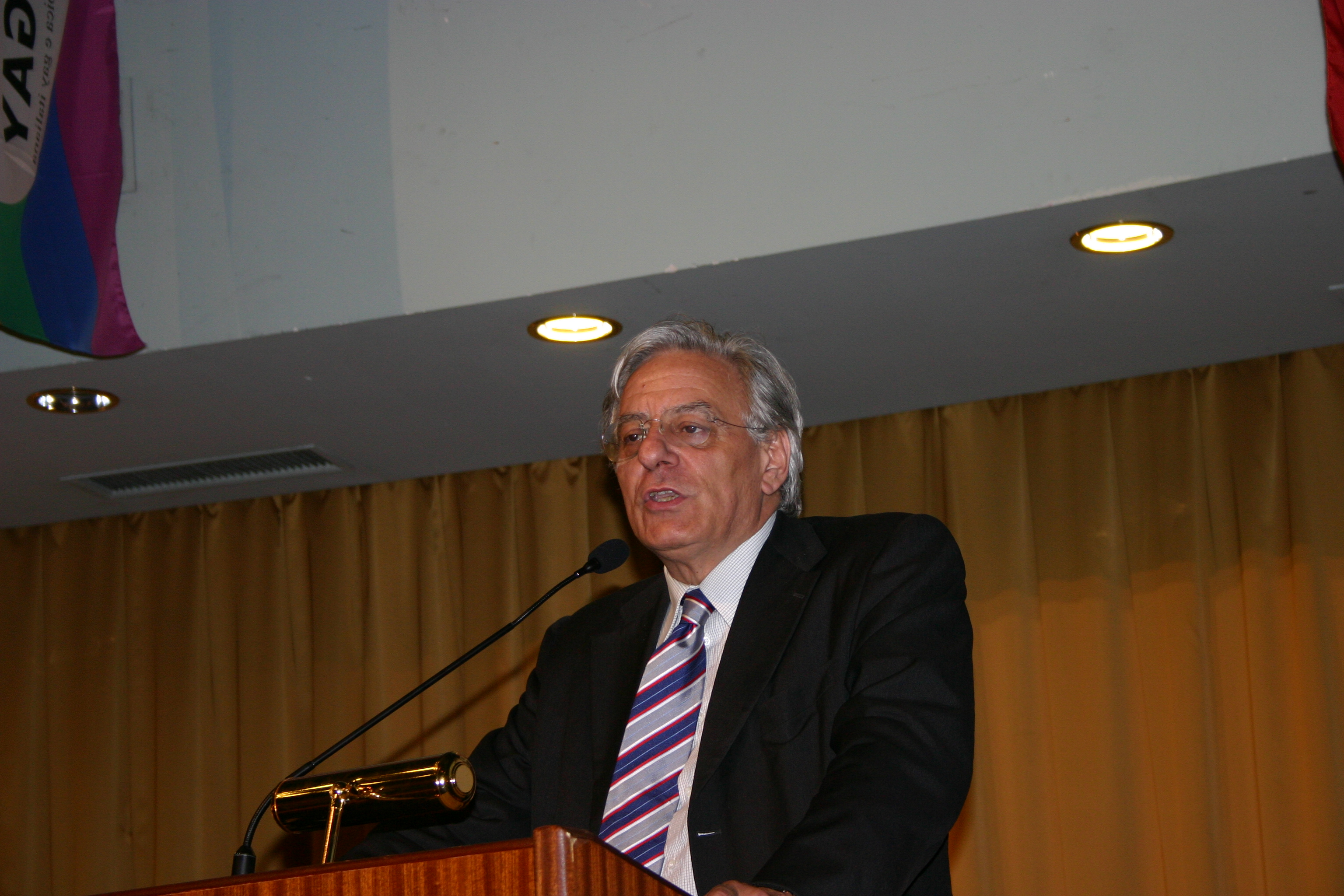
Cesare Salvi al Congresso di Arcigay nel 2007

Dal 1994 al 1999 ha presieduto il gruppo dei senatori del PDS. Il 29 novembre 1996 presenta un disegno di legge per la trasmissione radiofonica delle sedute parlamentari, che viene definitivamente approvato il 17 dicembre successivo.
Fu Ministro del lavoro e della previdenza sociale durante i governi guidati da Massimo D'Alema e Giuliano Amato e senatore ininterrottamente dal 1992 al 2008 e nel 2001 è stato anche nominato vicepresidente del Senato.
Eletto nuovamente al Senato nella regione Puglia dopo le elezioni politiche del 2006, è presidente della II Commissione Permanente Giustizia.
Già coordinatore dell'area interna dei DS: "Sinistra per il socialismo" e uno dei leader della sinistra interna del partito, contraria alla nascita del Partito Democratico, assieme a Fabio Mussi ha condotto la corrente verso la separazione dai DS, fondando, il 5 maggio 2007, il movimento Sinistra Democratica.
Dal 16 maggio 2007 è presidente del gruppo dei senatori di Sinistra Democratica per il Socialismo Europeo. In questa veste è intervenuto sulle politiche del lavoro e sulla questione delle intercettazioni nel procedimento penale, difendendo comunque l'operato dei pubblici ministeri.
Dopo il disastroso risultato elettorale della lista La Sinistra l'Arcobaleno nell'aprile del 2008, Cesare Salvi torna a fare il docente universitario a tempo pieno.
Il 28 marzo 2009 decide di far confluire Socialismo 2000 all'interno dell'alleanza chiamata Lista Comunista e Anticapitalista di cui fanno parte anche i seguenti partiti: PRC-PdCI-Consumatori Uniti.
Il 18 luglio 2009 Socialismo 2000 avvia con PdCI e Rifondazione Comunista la creazione della Federazione della Sinistra.
Dopo la costituzione del Consiglio nazionale della Federazione della Sinistra nel dicembre 2009 ne viene eletto nel Coordinamento nazionale (l'organo esecutivo); nel maggio 2010 diviene portavoce nazionale della Federazione della Sinistra, fino al Primo Congresso della FdS (Roma, 20 e 21 novembre 2010). Nel settembre 2011 Socialismo 2000 e  Lavoro e solidarietà guidata da Gian Carlo Patta si uniscono nel Partito del lavoro, che si scioglie nel 2013. Da allora Cesare Salvi ha lasciato l'attività politica.
Nel 2000 ha scritto il libro La rosa rossa (Mondadori), nel quale motiva la sua scelta per una posizione di sinistra socialista. Una fino ad allora inedita analisi della "casta" è invece tema di Il costo della democrazia, scritto insieme a Massimo Villone (Mondadori 2004, II ed. rivista negli Oscar, 2008).

### Attività parlamentare
Relatore sulla “Forma di Governo”, nella Commissione bicamerale presieduta da Massimo D'Alema (febbraio 1997-giugno ‘98). Tra i disegni di legge da lui presentati, si segnalano: “Istituzione di un sostegno contro la disoccupazione e la precarietà del lavoro attraverso il reddito sociale minimo” (XIV Leg.); “Introduzione del reato di tortura” (XIV Leg.); “Rappresentanza e democrazia sindacale nella stipula dei contratti collettivi di lavoro” (XIV Leg.); “Norme sul diritto dei cittadini di associarsi liberamente in partiti, in attuazione dell'articolo 49 della Costituzione” (XIII Leg.); “Riforma del processo del lavoro” (XV Leg.); “Modifica degli art. 56, 57, 63, 72, 82, 92,99, 114, 117, 118, 119, 120, 121, 123, 132 e 133 della Costituzione, per la semplificazione istituzionale e la riduzione dei costi della politica e degli apparati pubblici” (XV Leg.); “Norme per la soppressione di enti inutili e per la riduzione degli sprechi e dei costi impropri della politica, delle istituzioni, delle pubbliche amministrazioni” (XV Leg.); “Delega al Governo per la riforma del Libro I del codice penale” (XV Leg.); Legge elettorale proporzionale dil modello tedesco (XV Leg.); CUS, Contratto di Unione Solidale (adottato dalla Commissione Giustizia del Senato come testo base nel 2007).
Nella XV legislatura, Salvi fu cofirmatario di un disegno di legge per tutelare i veicoli di interesse storico, in merito alle nuove normative europee sull'inquinamento. La materia, peraltro, era anche di suo interesse, visto che è appassionato di auto d'epoca, nonché possessore di un'Abarth 1000 monoalbero.

### Ministro del lavoro e della previdenza sociale
Ministro del lavoro e della previdenza sociale nei governi D'Alema e Amato (1999-2001), nella sua attività ha presentato e ottenuto l'approvazione del Parlamento per la riforma del part-time, riducendone gli elementi di precarietà; sul trasferimento d'azienda; per l'attuazione delle direttive europee in materia di orario di lavoro, per la valutazione della contrattazione collettiva ai fini della determinazione dei costi della gara d'appalto (tutte leggi poi modificate dal governo Berlusconi). Ancora, portano la sua firma la legge che ha introdotto la protezione del danno biologico, nel quadro della riforma dell'Inail; il riconoscimento dei lavori usuranti, ai fini della riduzione dell'età pensionabile, con la legge Finanziaria del 2000; ha sostenuto in Parlamento, ma è riuscito ad ottenere l'approvazione solo del Senato, la legge per la tutela del lavoro para-subordinato (co.co.co) e quella sulla rappresentanza democratica sui luoghi di lavoro.

### Fondazione di Socialismo 2000
Il 3 agosto 2000 Salvi fonda Il socialismo del duemila per il rilancio della sinistra meglio nota come Socialismo 2000, la sua corrente laburista interna ai DS e oggi partito autonomo.
La nascita ufficiale di Socialismo 2000 è preceduta da un'assemblea aperta il 18 luglio 2000 che porta alla stesura di un documento politico promosso da Aldo Aniasi, Mario Artali, Alberto Asor Rosa, Guido Calvi Federico Coen, Giuseppe Cotturri, Lorenzo Forcieri, Anna Fracchiolla, Massimo Guerrieri, Paolo Leon, Giacomo Marramao, Katerina Ostaszewska, Alessandro Pardini, Vittorio Parola, Luciano Pettinari, Cesare Salvi, Concetto Scivoletto, Massimo Villone, Antonio Zollo. Viene anche redatto uno statuto che descrive Socialismo 2000 come «un'associazione di tendenza politica e culturale» avente sede presso la Fondazione Basso.
Il 13 ottobre 2000 è la volta della prima assemblea nazionale alla quale partecipa, pur senza aderirvi, il cantautore Antonello Venditti.
Il 7 luglio 2001 a Roma all'assemblea della sinistra DS, il veltroniano Fabio Mussi rompe con la dirigenza diessina e si schiera con la sinistra DS di Marco Fumagalli e Gloria Buffo per cercare di vincere a novembre il II congresso di Pesaro e porre Giovanni Berlinguer alla segreteria del partito in alternativa a Piero Fassino. A seguire Mussi ci sono anche Carlo Leoni e Laura Pennacchi. Alla stessa assemblea partecipa anche Cesare Salvi e Socialismo 2000, e ben presto si uniranno anche Achille Occhetto, Bruno Trentin, Antonio Bassolino, Sergio Cofferati e Giovanna Melandri. Nasce così un'alleanza tra diversi che darà vita alla mozione Per tornare a vincere e che i giornalisti ribattezzeranno Correntone, ma che al congresso non andrà oltre il 34% dei voti. Il grosso della corrente si organizza in seguito (7 aprile 2002) come associazione Aprile. Per la Sinistra.
La lotta contro le modifiche dell'articolo 18 dello Statuto dei Lavoratori proposte dal Governo Berlusconi sembra profilare un correntone in forte ascesa e guidato da Sergio Cofferati, ma quando quest'ultimo decide di non competere per cariche di partito, accettando in seguito la candidatura a sindaco di Bologna, la situazione cambia.
Socialismo 2000 si distingue comunque all'interno dei DS per essere stato fra i promotori del referendum per l'estensione dell'art. 18; sostiene Salvi: «quando si è convinti di una scelta bisogna avere il coraggio di andare fino in fondo. Ma, ormai, siamo in una fase nuova. Il referendum c'è, si farà, tutti i dubbi che Fassino e Cofferati possono aver avuto devono lasciare spazio ad un impegno preciso. Anche per non lasciare a Rifondazione la primogenitura».
Il 28 giugno 2003 l'area Salvi manifesta pro-Cuba.
Il 14 luglio 2003 Mussi diviene il nuovo coordinatore del correntone. Salvi non partecipa alla votazione e riacquista la sua piena autonomia come Socialismo 2000, mentre Giorgio Mele darà vita a Sinistra Ds-14 luglio. Un terzo gruppo (Cofferati, Bassolino) si riavvicina al segretario Fassino.

### Il "no" al Partito Democratico e il Congresso di Firenze
Dall'estate 2003 inizierà dentro i DS il dibattito sull'opportunità di dar vita al Partito Democratico. Il dibattito vedrà fasi diverse e due congressi nazionali (2005 e 2007), vedendo le sinistre DS sempre contrarie e scettiche. Già dal 30 agosto Salvi su la Repubblica inizia a ventilare l'ipotesi di una scissione per salvare la sinistra.
È soprattutto in ottobre che Salvi insieme al gruppo di Mele alza il tiro e si mostra il più ostile al futuro PD controproponendo «una confederazione di tutta la sinistra, alleata al centro, per un grande partito del socialismo».
Il 26 novembre i gruppi di Salvi e Mele si fondono e il 16 dicembre nasce Sinistra Ds per il Socialismo che «si rivolge a chi respinge la prospettiva del partito riformista e ritiene decisiva in Italia la presenza di una forte e autonoma formazione politica socialista e di sinistra». Il gruppo è guidato da Salvi con Mele suo vice.
Malgrado la comune avversione al PD, Mussi e Salvi non riescono a riconciliarsi e al III Congresso si presenteranno con due mozioni distinte. Sulla divisione pesa il veto di un gruppo di 22 mussiani (come Giovanna Melandri, Claudio Fava e Olga D'Antona) vicini a Cofferati e Veltroni. A fine ottobre 2004 la sinistra DS è ormai divisa in tre gruppi, facenti riferimento a Mussi, Salvi e Fulvia Bandoli, che presenta una mozione ambientalista sostenuta da Trentin.
Anche il III Congresso dei DS (Roma, 3-5 febbraio 2005) rappresenta una sconfitta per le correnti di sinistra: la mozione Fassino ottiene il 79,1% dei voti, quella di Fabio Mussi il 14,56%, quella di Cesare Salvi il 3,98%, e infine quella di Fulvia Bandoli il 2,36%. La sinistra nel complesso ha poco meno del 21%, ma non cede nella sua avversione al Partito Democratico e pian piano ritrova compattezza.
Ancora nel luglio 2006 Salvi invoca la sospensione del traghettamento dei DS verso il PD, ma ormai annuncia che, se così non fosse, «senza strappi e senza lacerazioni nascerà un nuovo soggetto politico della sinistra, socialista e socialdemocratico».
Per il IV Congresso DS (Firenze, 19-21 aprile 2007) c'è una convergenza fra la Sinistra DS per il Socialismo e la Sinistra DS per tornare a vincere di Mussi.
Il 13 dicembre 2006 Fabio Mussi si candida al congresso come candidato alla segreteria della Sinistra DS. «Mi presento per vincere il congresso», dichiara Mussi che punta comunque a una percentuale di voti sufficientemente alta da portare i dirigenti DS a rivedere le proprie scelte.
Il 29 marzo il coordinamento nazionale della Sinistra DS lancia l'estremo appello al partito per «una pausa, fermare il processo di costruzione del Pd, che porterebbe alla scomparsa dei Ds. È il momento della riflessione non dell'accelerazione. Un'accelerazione che va al di là degli stessi tempi e dei modi indicati dalla mozione di maggioranza». Tre giorni dopo D'Alema risponderà agli avversari del PD sfidandoli: «Partecipate alla sua costruzione, e forse tra qualche mese vi troverete in un partito che non sarà poi così diverso da come lo volete».
Al IV congresso Ds, Mussi e Angius ottengono complessivamente il 25% dei consensi.

### Nascita di Sinistra Democratica
Con lo scioglimento dei DS, si ha la conseguente scissione dei diessini oppositori del PD che il 5 maggio 2007, al PalaCongressi dell'EUR a Roma, fondano la Sinistra Democratica. Socialismo 2000 cessa di esistere. Per SD Salvi diviene il capogruppo al Senato.
Socialismo 2000 rinasce a sorpresa nell'estate 2008, dopo la rovinosa sconfitta de la Sinistra l'Arcobaleno alle elezioni politiche dell'aprile precedente.
Il coordinatore nazionale di SD, Mussi, rassegna le proprie dimissioni e propone come suo successore Claudio Fava, che infatti sarà eletto nuovo coordinatore dal 10 maggio.
Cesare Salvi e Massimo Villone però sono un po' critici e pongono la questione su l'Unità del 30 aprile.
Tuttavia Fava è orientato per spingere la sinistra italiana a unificarsi superando non solo il comunismo, ma anche il socialismo e la socialdemocrazia. Qui nasce il dissenso con Cesare Salvi, come risulta evidente dal botta e risposta pubblico tra Fava e Salvi su l'Unità: per il coordinatore di SD, infatti, «forse il comunismo e la socialdemocrazia sono tradizioni politiche concluse» e per questo serve «una sinistra di diverso conio»; mentre per Salvi è vero esattamente il contrario e con ironia espone il suo dissenso.
Tra il 27 e il 29 giugno si tiene la I Assemblea Nazionale di SD dalla quale esce la nuova linea politica del movimento. L'obiettivo è quello di costruire un nuovo centrosinistra e riavviare il processo unitario a sinistra attraverso una «costituente di sinistra».
Il 28 Salvi prende la parola per ribadire le sue critiche al percorso faviano (cioè fare di SD un movimento leggero di transizione che unifichi una parte della sinistra che superi socialismo e comunismo) e annunciare la ricostituzione di Socialismo 2000.
Il 1º luglio Salvi rilancia il suo appello per la nuova Socialismo 2000 scrivendo che «oggi quello che serve non è evidentemente un nuovo partito, e tanto meno una corrente, ma un confronto aperto, che coinvolga intellettuali e cittadini di sinistra, siano o meno iscritti a SD o altri partiti, su un tema cruciale: che cosa vuole dire, oggi, affermare l'identità socialista, sia come punto di riferimento ideale, sia come concreto processo storico che nasce alla fine dell'800, sia come soggetto politico sovranazionale, che si struttura in Europa nel PSE e nel mondo nell'Internazionale socialista».

### Abbandono di Sinistra Democratica e Federazione della Sinistra

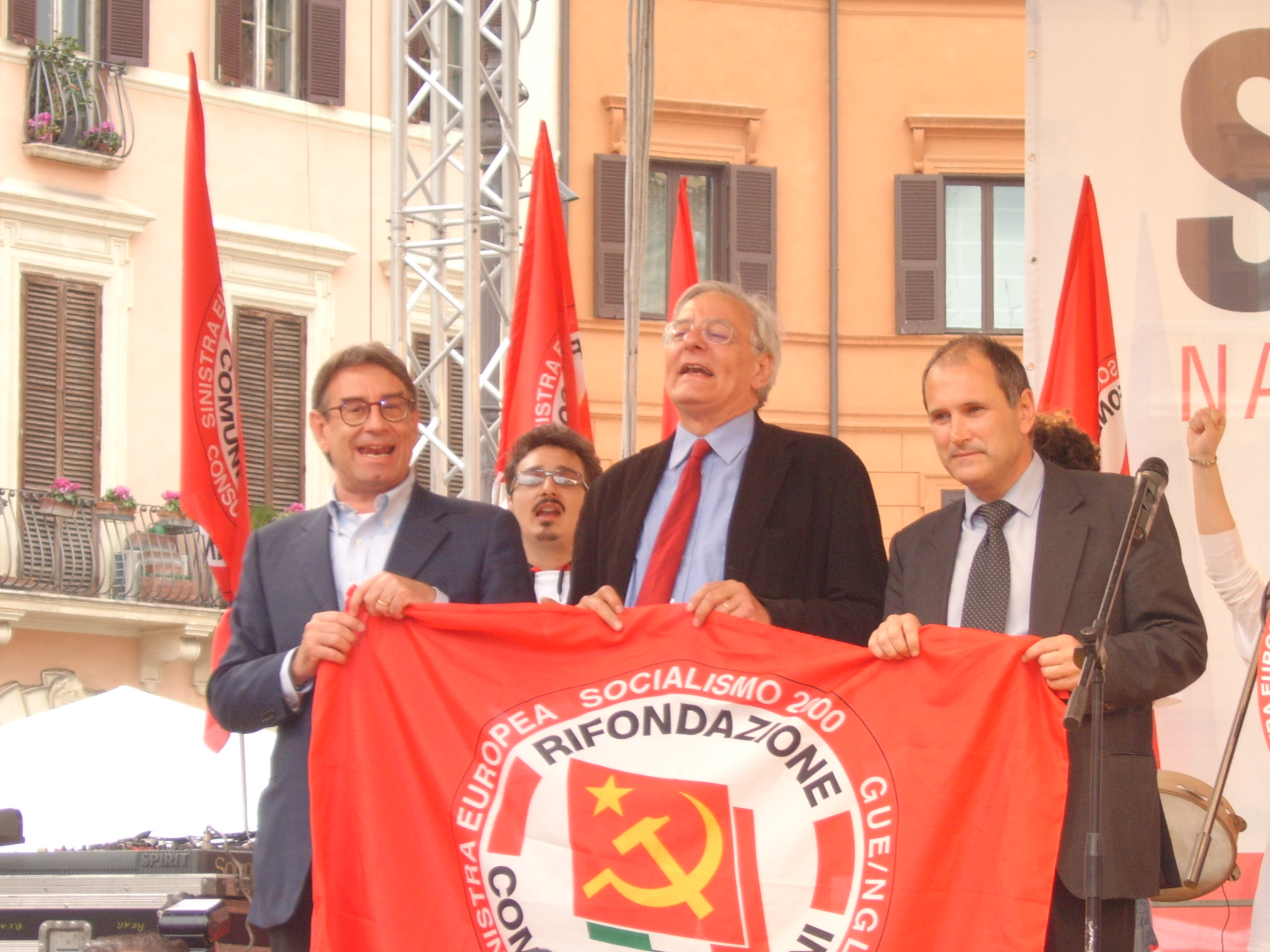
Cesare Salvi assieme ad Oliviero Diliberto e Paolo Ferrero a Roma il 18 aprile 2009

Il 10 viene reso pubblico il programma dell'associazione di cultura politica Socialismo 2000 che vedrà l'adesione di Giuseppe Tamburrano, Presidente della Fondazione Nenni.
Il 10 ottobre Socialismo 2000 si dà un proprio statuto e di fatto fuoriesce da Sinistra Democratica.
Il 28 marzo 2009 viene annunciato che Socialismo 2000, PRC, PdCI e Consumatori Uniti, si presenteranno alleati alle elezioni europee del 6-7 giugno 2009. Intervistato in occasione della presentazione del simbolo, Cesare Salvi ha spiegato che per Socialismo 2000 tale scelta si è resa necessaria in quanto essa costituisce il modo migliore per «contrastare la deriva berlusconiana», essendo venuta meno la possibilità di costruire una lista unitaria di tutte le forze della sinistra in quanto Sd, Rps, verdi e socialisti hanno preso un'altra strada. Nella Lista Anticapitalista, l'associazione di Salvi esprime quattro candidature (5,5% del totale), tra le quali spicca quella di Massimo Villone, che alla fine totalizzeranno 9.989 preferenze.
Le assemblee del 18 luglio e del 5 dicembre 2009 tenutesi a Roma vedono Socialismo 2000 come uno dei quattro soggetti fondatori - insieme a PRC, PdCI e Lavoro-Solidarietà - della Federazione della Sinistra.
Il 14 ottobre 2010 Giorgio Mele, già Senatore nella XV legislatura, aderisce a Socialismo 2000 e alla Federazione della Sinistra.

### Progetto comune con Lavoro-Solidarietà
Alla fine di luglio 2011 Socialismo 2000 e l'Associazione 23 marzo "Lavoro-Solidarietà" guidata da Gian Paolo Patta ventilano l'ipotesi «di avviare un processo di convergenza fra le due associazioni, aperto a tutti coloro che siano interessati, con l'obiettivo di dare vita a un movimento politico che verifichi le condizioni perché l'Italia abbia un Partito del lavoro».
Il 17 settembre 2011 al Centro Congressi Frentani di Roma, l'assemblea organizzata dalle due associazioni approva il manifesto e il programma del Movimento per il Partito del Lavoro, il quale dovrebbe nascere da una futura fusione tra le due associazioni, cioè una formazione politica dove «i lavoratori tornino protagonisti in prima persona della lotta politica per il cambiamento» attraverso «una autonoma rappresentanza politica». 
Successivamente, tuttavia, il Movimento è stato sciolto e Salvi ha abbandonato l'attività politica.

## Opere
- Per un'analisi del neofascismo, a cura di e con Angelo Bolaffi e Marcello Fedele, Roma, Editori Riuniti, 1976.
- Categorie giuridiche e rapporti sociali. Il problema del negozio giuridico, a cura di, Milano, Feltrinelli, 1978.
- Le immissioni industriali. Rapporti di vicinato e tutela dell'ambiente, Milano, Giuffrè, 1979.
- Il danno extracontrattuale. Modelli e funzioni, Napoli, Jovene, 1985.
- La responsabilità civile, 3 voll., Perugia, Galeno, 1989.
- Le forme della democrazia, con altri, Roma, Editori Riuniti Riviste, 1991.
- Prefazione a Luigi Daga, Politica e malaffare. Dalla periferia al centro della corruzione, Roma, Erre Emme, 1992. ISBN 88-85378-39-0.
- Il contenuto del diritto di proprietà, Milano, Giuffrè, 1994. ISBN 88-14-04487-2.
- Trattato di diritto privato, La responsabilità civile, Milano, Giuffrè, 1998. ISBN 88-14-06662-0; 2005. ISBN 88-14-11854-X.
- La rosa rossa. Il futuro della sinistra, Milano, Mondadori, 2000. ISBN 88-04-48724-0.
- Umanesimo integrale e impegno politico, in Aldo Loiodice e Massimo Vari (a cura di), Giovanni Paolo II, le vie della giustizia. Itinerari per il terzo millennio. Omaggio dei giuristi a Sua Santità nel XXV anno di pontificato, Roma-Città del Vaticano, Bardi-Libreria Editrice Vaticana, 2003. ISBN 88-88620-08-7.
- Il riformismo di Luciano Lama, in Luciano Lama, Discorsi parlamentari, Bologna, Il Mulino, 2004. ISBN 88-15-09574-8.
- Il costo della democrazia. Eliminare sprechi, clientele e privilegi per riformare la politica, con Massimo Villone, Milano, Mondadori, 2005. ISBN 88-04-55327-8; 2007. ISBN 978-88-04-57337-1.
- Prefazione a Antonello Licheri, Gli uomini della provvidenza. Gens e patronus della nuova Italia, Sassari, Delfino, 2011. ISBN 978-88-7138-636-2.
- Diritto civile e principi costituzionali europei e italiani, a cura di, Torino, Giappichelli, 2012. ISBN 978-88-348-2700-0.
- Capitalismo e diritto civile. Itinerari giuridici dal Code civil ai Trattati europei, Bologna, Il Mulino, 2015.
- Teologie della proprietà. Dai miti delle origini ai nuovi dei della finanza, Soveria Mannelli, Rubbettino, 2017.
- Dal PCI al PD. Brevi note sulla scomparsa della sinistra in Italia, Roma, Rogas, 2021.